# Тодор Чочков
Методий Иванов Карапетков, известен като Тодор Иванов Чочков и Серменински, Сермелинчето, е български революционер, воденски околийски войвода на Вътрешната македоно-одринска революционна организация.

## Биография
Чочков е роден в 1883 година в Серменин, Гевгелийско, в Османската империя, днес в Северна Македония. Завършва IV клас в педагогическото училище в Сяр. Четник е първо при Христо Чернопеев през пролетта на 1900 година, а по-късно при Михаил Герджиков в Кукушко. Чочков е арестуван през януари 1901 година във връзка със Солунската афера, осъден е на вечни окови и е изпратен на заточение в Акия, Мала Азия. През август 1902 година е амнистиран, а след това е четник при Аргир Манасиев и взема участие в Илинденско-Преображенското въстание. След края на въстанието Чочков е районен войвода в Гевгелийско, а по-късно е помощник-войвода на Лука Иванов като след неговата смърт през август 1906 година Тодор Чочков става околийски войвода.
Убит е през 1907 година в Прахняни, Воденско от Никола Иванов Кулиман и Иванчо Христов Хаджията. Негов заместник в района става Стоян Иванов, брат на Лука Иванов.